# Henri VI de Luxembourg
Henri VI de Luxembourg, né en 1250, tué à Worringen le 5 juin 1288, est comte de Luxembourg et Marquis d'Arlon de 1281 à 1288. Il est le fils d'Henri V, comte de Luxembourg, et de Marguerite de Bar.

## Biographie

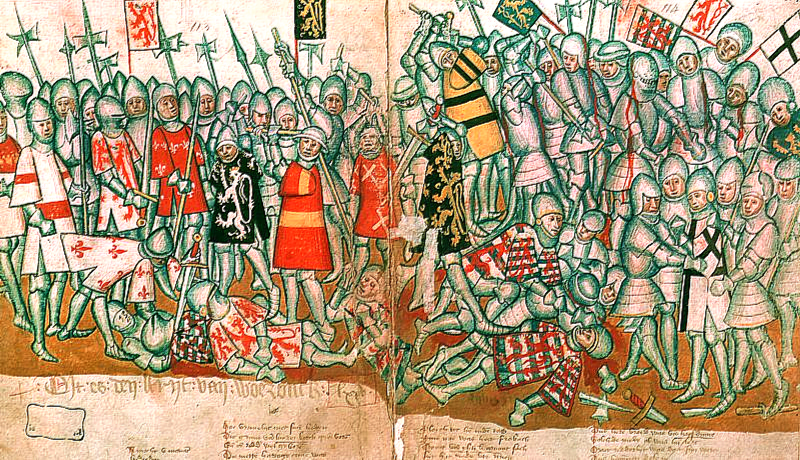
La bataille de Worringen, 1288. La chronique "Brabantsche Yeesten" (v. 1316-1350) de Jan Van Boendaele, surnommé de Clerc (mort en 1365).

Henri fut corégent, avec son frère Waléran, des comtés de Luxembourg, Arlon et Laroche à deux reprises. La première fois vers 1266 lors de la captivité de son père après la bataille de Prény, en représailles les deux frères ravagèrent les territoires frontaliers de l'évêché de Metz et du comté de Bar. Les deux frères furent de nouveau régents des comtés lors de la participation de leur père à la huitième et neuvième croisade.
Cet Henri le Lion est en 1285 le héros principal du Tournoi de Chauvency de Jacques Bretel, qui met à l'honneur aussi son épouse Béatrice d'Avesnes.
La plupart de son règne est occupé par la guerre de succession du Limbourg, et il est tué avec trois de ses frères à la bataille qui met fin à cette guerre.

## Union et postérité
Il épouse le 22 mai 1265 Béatrice d'Avesnes († 1321), fille de Baudoin d'Avesnes, seigneur de Beaumont, et de Félicité de Coucy, et petite-fille de Bouchard d'Avesnes et de Marguerite de Flandre, comtesse de Flandre et de Hainaut. Ils ont :
- Henri VII (1274 † 1313), comte de Luxembourg, puis roi des Romains en 1308 et empereur en 1312 ;
- Waléran († 1311), seigneur de Dourlers, de Thirimont et de Consorre ;
- Félicité († 1336), mariée en 1298 à Jean Tristan de Louvain († 1309), seigneur de Gaesbeek ;
- Baudouin (1285 † 1354), archevêque de Trêves de 1307 à 1354 ;
- Marguerite († 1336), nonne à Lille puis à Marienthal pour en devenir la prieure.